# (12682) Kawada
(12682) Kawada (1982 VC3) – planetoida z pasa głównego asteroid okrążająca Słońce w ciągu 4,21 lat w średniej odległości 2,6 j.a. Odkryta 14 listopada 1982 roku.